# Thijs van Amerongen

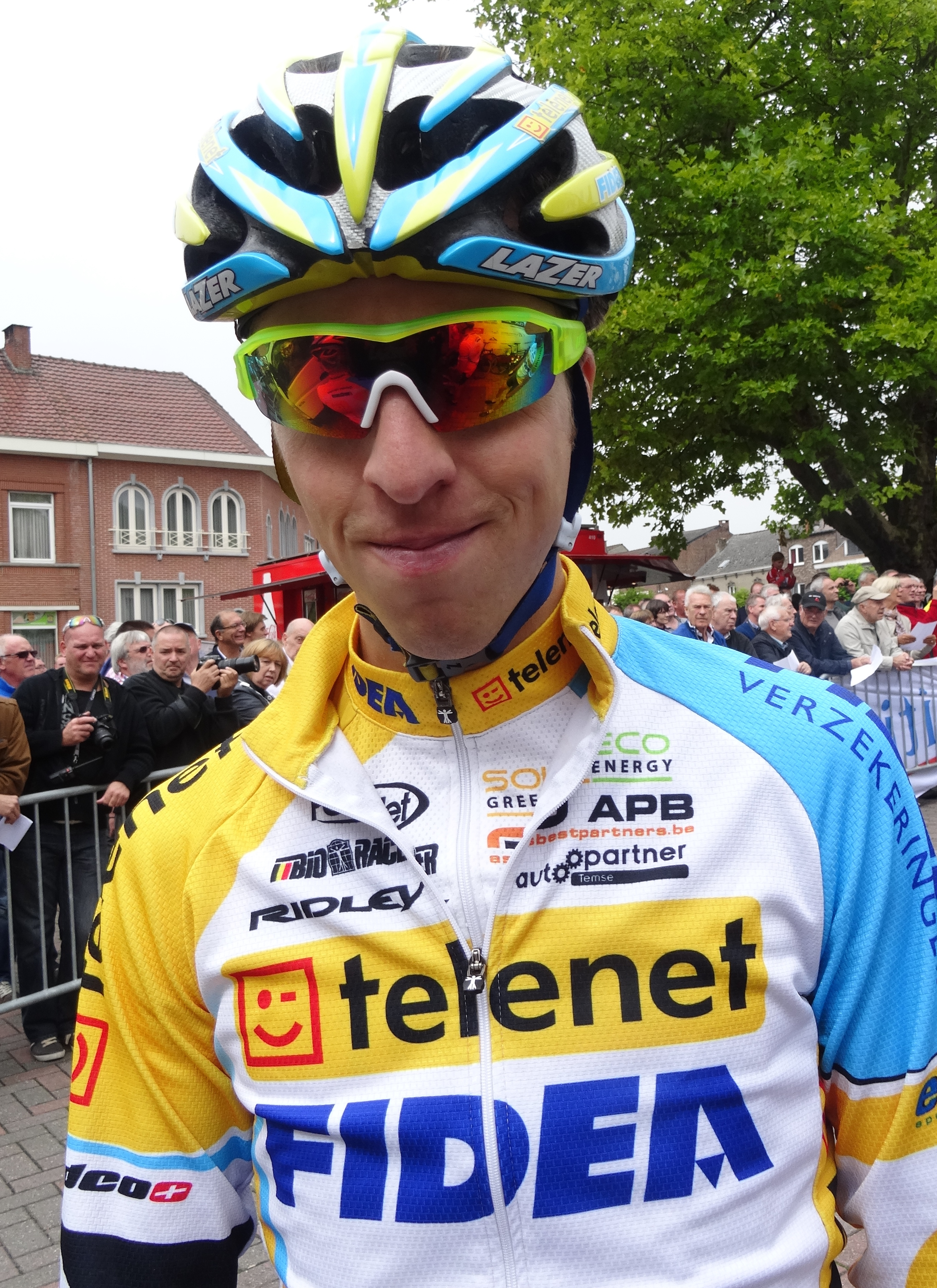
Thijs van Amerongen, Druivenkoers Overijse 2014

Thijs van Amerongen (* 18. Juli 1986 in Warnsveld) ist ein ehemaliger niederländischer Radrennfahrer.
Im Cyclocross wurde van Amerongen 2004 niederländischer Cyclocrossmeister in der Juniorenklasse. Diesen Titelgewinn konnte er 2006 in der U23-Klasse wiederholen. In der Cyclocross-Saison 2007/2008 gewann er bei den Superprestige-Rennen in Hamme-Zogge und in Diegem jeweils das U23-Rennen und die Gesamtwertung der Serie. Bei den niederländischen Crossmeisterschaften belegte er ab 2012 dreimal in Folge einen Podiumsplatz, wobei die Silbermedaille 2012 sein größter Erfolg war.
Auf der Straße wurde Thijs van Amerongen 2004 Dritter der nationalen Junioren-Meisterschaft im Zeitfahren. Seinen ersten Vertrag bei einem internationalen Radsportteam erhielt er 2005 bei der niederländischen Mannschaft Löwik Meubelen-Van Losser. Er konnte in dieser Disziplin in der Folge aber keine bedeutenden Ergebnisse erzielen.
Nach Ablauf der Cyclocross-Saison 2017/2018 beendete van Amerongen seine Radsportlaufbahn.

## Erfolge
2003/2004
- Niederländischer Crossmeister (Junioren)

2006/2007
- Niederländischer Crossmeister (U23)

2007/2008
- Superprestige, Bollekescross, Hamme-Zogge (U23)
- Superprestige, Diegem (U23)
- Niederländische Crossmeisterschaft (U23)
- Krawaten Cross, Lille (U23)
- Gesamtwertung Superprestige (U23)

2011/2012
- Niederländische Crossmeisterschaft

2012/2013
- Niederländische Crossmeisterschaft

2013/2014
- Niederländische Crossmeisterschaft

2014/2015
- Nacht van Woerden, Woerden
- Grand Prix de la Commune de Contern, Contern

2017/2018
- Stadl-Paura-Cross

## Teams
- 2005 Löwik Meubelen-Van Losser
- 2006 P3Transfer-Doorisol
- 2007 Fondas-P3Transfer
- 2008 P3 Transfer-Batavus
- 2009 Vacansoleil
- 2010 AA Cycling Team
- 2014 Telenet-Fidea (ab 1. März)
- 2015 Telenet-Fidea
- 2016 Telenet-Fidea